# Madalena de Brandemburgo
Madalena de Brandemburgo (em alemão:  Magdalena von Brandenburg; Berlim, 7 de janeiro de 1582 — Darmstadt, 4 de maio de 1616) foi uma condessa-consorte de Hesse-Darmstadt.

## Família
Madalena foi a segunda filha do terceiro casamento do príncipe-eleitor João Jorge de Brandemburgo com a princesa Isabel de Anhalt-Zerbst. Os seus avós paternos eram o eleitor Joaquim II Heitor de Brandemburgo e a duquesa Madalena da Saxónia. Os seus avós maternos eram o príncipe Joaquim Ernesto de Anhalt e a condessa Inês de Barby-Mühlingen.

## Casamento e descendência
Madalena casou-se com o conde Luís V de Hesse-Darmstadt no dia 5 de junho de 1598. Juntos tiveram onze filhos:
- Isabel Madalena de Hesse-Darmstadt (23 de abril de 1600 – 9 de junho de 1624), casada com o duque Luís Frederico de Württemberg-Montbéliard; com descendência;
- Ana Leonor de Hesse-Darmstadt (30 de julho de 1601 – 6 de maio de 1659), casada com o duque Jorge de Brunsvique-Luneburgo; com descendência;
- Sofia Inês de Hesse-Darmstadt (12 de janeiro de 1604 – 8 de setembro de 1664), casada com o conde João Frederico do Palatinado-Sulzbach-Hilpoltstein; com descendência;
- Jorge II de Hesse-Darmstadt (17 de março de 1605 – 11 de junho de 1661), casado com a duquesa Sofia Leonor da Saxónia; com descendência;
- Juliana de Hesse-Darmstadt (14 de abril de 1606 – 15 de janeiro de 1659), casada com o conde Ulrique II da Frísia Oriental; com descendência;
- Amália de Hesse-Darmstadt (20 de junho de 1607 – 11 de setembro de 1627), morreu aos vinte anos de idade; sem descendência;
- João de Hesse-Braubach (17 de junho de 1609 – 1 de abril de 1651), casado com Joaneta de Sayn-Wittgenstein; sem descendência;
- Henrique de Hesse-Darmstadt (1 de abril de 1612 – 21 de outubro de 1629); morreu aos dezassete anos de idade; sem descendência;
- Hedvig de Hesse-Darmstadt (22 de junho de 1613 – 2 de março de 1614; morreu aos oito meses de idade.;
- Luís de Hesse-Darmstadt (12 de setembro de 1614 – 16 de setembro de 1614), morreu com quatro dias de idade;
- Frederico de Hesse-Darmstadt (28 de fevereiro de 1616 – 19 de fevereiro de 1682), cardinal real da Áustria.